# Wentorf (Amt Sandesneben)
Wentorf (Amt Sandesneben) er en kommune i det nordlige Tyskland, beliggende i Amt Sandesneben-Nusse i den nordvestlige del af Kreis Herzogtum Lauenburg. Kreis Herzogtum Lauenburg ligger i delstaten Slesvig-Holsten.

## Geografi
Siebenbäumen ligger omkring 30 km nordøst for Hamborg, 22 km sydvest for Lübeck, 13 km nordvest for Mölln og cirka 18 km vest for Ratzeburg.